# Kiyota, Sapporo
Kiyota (清田区 Kiyota-ku) là quận thuộc thành phố Sapporo, phó tỉnh Ishikari, Hokkaidō, Nhật Bản. Tính đến ngày 1 tháng 10 năm 2020, dân số ước tính của quận là 112.355 người và mật độ dân số là 4.600 người/km2. Tổng diện tích của quận là 59,87 km2.

## Giao thông

### Đường bộ
- Cao tốc Hokkaidō: Sapporo-minami IC
- Quốc lộ 36

## Văn hóa

### Linh vật
- Kiyochi (きよっち?)[2]